# Vanity Dies Hard
Vanity Dies Hard är ett band från Malmö, som spelar en varierad, tung form av progressive metal. De släppte debutplattan When Torching The Day 2006 och EP:n What Had to Be Done 2007. En ny skiva väntas komma under 2008.

## Diskografi

### When Torching the Day
1. Surrounded By...
2. The Pillar Of Smoke
3. Heaven's Up There Son
4. Shrines
5. Enemy And Friend
6. Bone Cabaret
7. Down To Rest
8. Brick Walls
9. All My Sinners
10. Shadows Shatter
11. Daylight's Stronghold
12. Scarab Seal
13. In The Soil
14. When Torching The Day

### What Had to Be Done
1. The Waves Were Furious
2. Rooting, Growing
3. A New Beginning

#### Bonuslåtar
1. Printed to Soothe
2. Make Me Stay